# تشارلز بومان
تشارلز بومان هو سياسي بريطاني، ولد في 1961 في إسكس في المملكة المتحدة. انتخب اللورد عمدة لندن (11 نوفمبر 2017 – 9 نوفمبر 2018).